# Стара Гребля
Стара Гре́бля — село в Україні, в Потіївській сільській територіальній громаді Житомирського району Житомирської області. Населення становить 89 осіб.
Стара назва — Шлямарка.

## Історія
Дата першої згадки - 1768 рік
11 листопада 1921 р. під час Листопадового рейду через Шлямарку проходила Волинська група (командувач — Юрій Тютюнник) Армії Української Народної Республіки.
У 1993 році місцева сільська рада ліквідувала село, перетворивши його просто на вулицю в селі Облітки. Але Верховна Рада ці зміни не затвердила